# 뤼위링
뤼위링(중국어 정체자: 呂玉玲, 병음: Lû Yùlíng, 1961년 6월 19일 ~ )은 타이완의 정치인이다. 2012년 타오위안현 겸 타오위안시 제5선거구의 입법위원으로 당선된다.